# The Chronological Classics: Louis Armstrong and His Orchestra 1930-1931
| Recensione | Giudizio |
| ---------- | -------- |
| AllMusic   | [ 1 ]    |

The Chronological Classics: Louis Armstrong and His Orchestra 1930-1931 è una Compilation del trombettista jazz statunitense Louis Armstrong, pubblicato dall'etichetta discografica francese Classics Records nel 1990.

## Tracce

### CD
1. Dinah – 3:20 (Sam M. Lewis, Joe Young, Harry Akst) – Registrato il 4 maggio 1930 a New York
2. Tiger Rag – 3:12 (Nick La Rocca) – Registrato il 4 maggio 1930 a New York
3. I'm a Ding Dong Daddy (from Dumas) – 3:11 (Phil Baxter) – Registrato il 21 luglio 1930 a Los Angeles, California
4. I'm in the Market for You – 3:17 (James Frederick Hanley, Joseph McCarthy) – Registrato il 21 luglio 1930 a Los Angeles, California
5. Confessin' (That I Love You) – 3:26 (Al J. Neiburg, Doc Daugherty, Ellis Reynolds) – Registrato il 19 agosto 1930 a Los Angeles, California
6. If I Could Be with You One Hour Tonight – 3:42 (Henry Creamer, James P. Johnson) – Registrato il 19 agosto 1930 a Los Angeles, California
7. Body and Soul – 3:17 (Edward Heyman, Robert Sour, Johnny Green) – Registrato il 9 ottobre 1930 a Los Angeles, California
8. Memories of You – 3:11 (Andy Razaf, Eubie Blake) – Registrato il 16 ottobre 1930 a Los Angeles, California
9. You're Lucky to Me – 3:24 (Andy Razaf, Eubie Blake) – Registrato il 16 ottobre 1930 a Los Angeles, California
10. Sweethearts on Parade – 3:20 (Carmen Lombardo, Charles Newman) – Registrato il 23 dicembre 1930 a Los Angeles, California
11. You're Drivin' Me Crazy! – 3:09 (Walter Donaldson) – Registrato il 23 dicembre 1930 a Los Angeles, California
12. The Peanut Vendor – 3:33 (Moisés Simons) – Registrato il 23 dicembre 1930 a Los Angeles, California
13. Just a Gigolo – 3:15 (Leonello Casucci, adattamento in lingua inglese di Irving Caesar) – Registrato il 9 marzo 1931 a Los Angeles, California
14. Shine – 3:17 (Cecil Mack, Lew Brown, Ford Dabney) – Registrato il 9 marzo 1931 a Los Angeles, California
15. Walkin' My Baby Back Home – 3:07 (Roy Turk, Fred E. Ahlert) – Registrato il 20 aprile 1931 a Chicago, Illinois
16. I Surrender, Dear – 3:07 (Gordon Clifford, Harry Barris) – Registrato il 20 aprile 1931 a Chicago, Illinois
17. When It's Sleepy Time Down South – 3:21 – Registrato il 20 aprile 1931 a Chicago, Illinois
18. Blue Again – 3:09 (Dorothy Fields, Jimmy McHugh) – Registrato il 28 aprile 1931 a Chicago, Illinois
19. Little Joe – 3:09 (Joselito) – Registrato il 28 aprile 1931 a Chicago, Illinois
20. I'll Be Glad When You're Dead, You Rascal You – 3:11 (Sam Theard) – Registrato il 28 aprile 1931 a Chicago, Illinois
21. Them There Eyes (Ojos) – 3:03 (Maceo Pinkard, William Tracey, Doris Tauber) – Registrato il 29 aprile 1931 a Chicago, Illinois
22. When Your Lover Has Gone – 3:06 (Einar Aaron Swan) – Registrato il 29 aprile 1931 a Chicago, Illinois

## Musicisti
Dinah / Tiger Rag

Louis Armstrong and His Orchestra
- Louis Armstrong - tromba
- Louis Armstrong - voce (brano: Dinah)
- Ed Anderson - tromba
- Henry Hicks - trombone
- Bobby Holmes - clarinetto, sassofono alto
- Theodor McCord - sassofono alto
- Castor McCord - clarinetto, sassofono tenore
- Joe Turner - piano
- Bernard Addison - chitarra
- Lavert Hutchinson - contrabbasso
- Willie Lynch - batteria

I'm a Ding Dong Daddy (from Dumas) / I'm in the Market for You / Confessin' (That I Love You) / If I Could Be with You One Hour Tonight

Louis Armstrong and His Sebastian New Cotton Club Orchestra
- Louis Armstrong - voce, tromba
- Leon Elkins - tromba-leader
- Lawrence Brown - trombone
- Leon Herriford - sassofono alto
- Willie Stark - sassofono alto
- William Franz - sassofono tenore
- L.Z. Cooper (o) Harvey Brooks - piano
- Ceele Burke - banjo, strumento a corda
- Reggie Jones - contrabbasso
- Lionel Hampton - batteria, vibrafono

Body and Soul / Memories of You / You're Lucky to Me

Louis Armstrong and His Sebastian New Cotton Club Orchestra
- Louis Armstrong - voce, tromba
- George Orendoff - tromba
- Harold Scott - tromba
- Luther Graven - trombone
- Les Hite - sassofono alto, sassofono baritono
- Marvin Johnson - sassofono alto
- Charlie Jones - clarinetto, sassofono tenore
- Henry Prince - piano
- Bill Perkins - banjo, chitarra
- Joe Bailey - contrabbasso
- Lionel Hampton - batteria, vibrafono

Sweethearts on Parade / You're Drivin' Me Crazy! / The Peanut Vendor / Just a Gigolo / Shine

Louis Armstrong and His Sebastian New Cotton Club Orchestra
- Louis Armstrong - tromba, voce
- Louis Armstrong e Lionel Hampton - dialogo (brano: You're Drivin' Me Crazy!)
- McClure "Red Mac" Morris - tromba
- Harold Scott - tromba
- Luther Graven - trombone
- Les Hite - sassofono alto, sassofono baritono
- Marvin Johnson - sassofono alto
- Charlie Jones - clarinetto, sassofono tenore
- Henry Prince - piano
- Bill Perkins - banjo, chitarra
- Joe Bailey - contrabbasso
- Lionel Hampton - batteria, vibrafono

Walkin' My Baby Back Home / I Surrender, Dear / When It's Sleepy Time Down South / Blue Again / Little Joe / I'll Be Glad When You're Dead, You Rascal You

Louis Armstrong and His Orchestra
- Louis Armstrong - tromba, voce
- Louis Armstrong e Charlie Alexander - dialogo (brano: When It's Sleepy Time Down South)
- Zilmer Randolph - tromba
- Preston Jackson - trombone
- Lester Boone - clarinetto, sassofono alto
- George James - clarinetto, sassofono soprano, sassofono alto
- Albert Washington - clarinetto, sassofono tenore
- Charlie Alexander - piano
- Mike McKendrick - banjo, chitarra
- John Lindsay - contrabbasso
- Tubby Hall - batteria

Them There Eyes / When Your Lover Has Gone

Louis Armstrong and His Orchestra
- Louis Armstrong - tromba, voce
- Louis Armstrong, Zilmer Randolph, Mike McKendrick e John Lindsay - dialoghi
- Zilmer Randolph - tromba
- Preston Jackson - trombone
- Lester Boone - clarinetto, sassofono alto
- George James - clarinetto, sassofono soprano, sassofono alto
- Albert Washington - clarinetto, sassofono tenore
- Charlie Alexander - piano
- Mike McKendrick - banjo, chitarra
- John Lindsay - contrabbasso
- Tubby Hall - batteria[2]